# Arta Dade
Arta Dade, née le 15 mars 1953 à Tirana (Albanie), est une femme politique albanaise. Membre du PS, elle est ministre de la Culture, de la Jeunesse et des Sports entre 1997 et 1998 puis ministre des Affaires étrangères entre 2001 et 2002.

## Sources
- (sq) Cet article est partiellement ou en totalité issu de l’article de Wikipédia en albanais intitulé « Arta Dade » (voir la liste des auteurs).